# Путевой дворец (Стрельна)
Путевой дворец (Малый дворец Петра I) — самая ранняя постройка в пригороде Петербурга Стрельне, сохранившаяся до наших дней с петровских времён. Дворец расположен недалеко от берега Финского залива, в южной части Невской губы, на невысоком холме, оставшемся после отступления ледников, окруженном оврагами, рядом с рекой Стрелкой.
Скромное и по размерам, и по убранству деревянное здание предназначалось для остановок императора во время его постоянных поездок из Петербурга в строящиеся Кронштадт и загородную резиденцию в Стрельне.

## Внешний вид
У центральной части дворца два этажа, главным фасадом дворец обращён к морю. По центру расположен портик с шестью свободно стоящими колоннами и балконом на них. Верхний этаж расчленён пилястрами ионического ордера, его завершает треугольный фронтон. Боковые крылья одноэтажные, их украшают фигурные наличники, русты на углах и балюстрада с вазами.

## История
Начало постройки — 1716 год (по другой версии — 1710—1711 годы). Строительство здания Пётр I поручил архитектору Жан-Батисту Леблону. После его смерти все работы в Стрельне перешли к архитектору Николо Микетти. В 1719—1720 годах он по желанию императора перестроил и расширил дом, чтобы было где праздновать закладку Большого каменного дворца. К этому времени относится возведение мезонина с парадным залом и шестиколонного портика строгого тосканского ордера с небольшой террасой наверху.
Кроме самого дворца территория включала в себя пчельник, фруктовый сад и огород, так что император, приезжая во дворец, питался выращенной тут же пищей. Зная пристрастие Петра к нововведениям, имеет право на существование легенда, что именно здесь он впервые в России посадил привезенный из Голландии картофель. Небольшие фонтаны, устроенные перед фронтоном, били на высоту до 10 метров.
Однако вскоре планы Петра насчёт Стрельны переменились: загородную резиденцию императора было решено обустраивать не там, а в Петергофе. Оказалось, что несмотря на большое количество воды вокруг (речки Кикенка и Стрелка), желание Петра построить здесь свою Северную Версалию, подобие французского Версаля с большими фонтанами и каскадами, неосуществимо — самотёком вода в фонтаны не бежала, а устройство насосов в начале XVIII века являлось непростой и дорогостоящей задачей, — хотя первый паровой двигатель был построен в середине XVII века, за несколько десятилетий до описываемых событий. В Петергофе, где условия для постройки фонтанов были созданы самой природой, устроить эти сооружения было проще, быстрее и экономически выгоднее.
К тому же, недалеко от путевого дворца был выкопан огромный пруд, служивший доком для галерного флота. Док был громадных размеров: длина — 425 метров, ширина — 200 метров, глубина — 2,1 метра. В него могли поместиться для сухого зимнего хранения и ремонта (тимберовки) одновременно 50 больших галер или 250 малых.
Галерный док в Стрельне был стратегическим военным объектом, и по вполне понятным причинам о его строительстве умалчивали. В генеральном плане Николо Микетти котлован дока обозначен, как и другие водоемы, «прудом для карпов». Остатки овального галерного дока на месте нынешней вертолётной площадки западнее Константиновского парка были отмечены на картах и видны на аэрофотоснимках вплоть до начала XXI века.

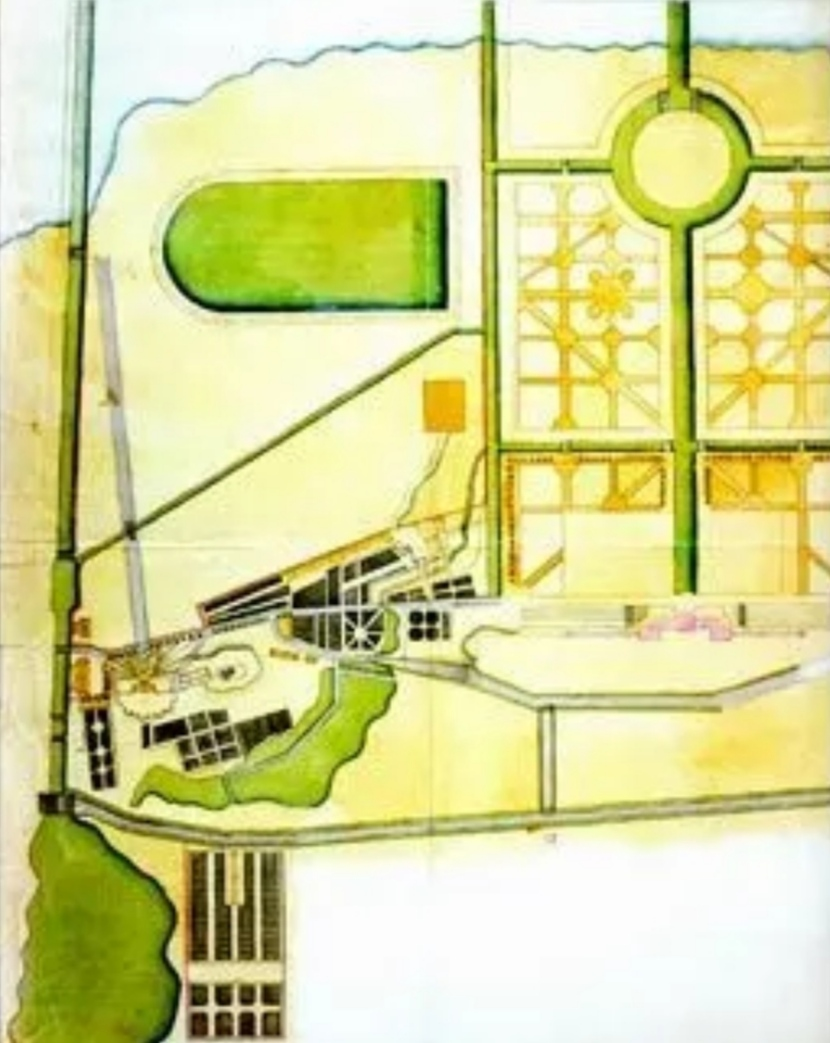
Огромный Галерный док в Стрельне. Зелёный цвет обозначает пресную воду в каналах, прудах и доке, а также фарватеры в мелком заливе. Голубой — остальную солёную воду Финского залива. Розовым обозначен — Константиновский дворец. На плане в целях секретности не обозначен существовавший в правом верхнем углу самого дока вводной канал для галер

В 1722 году Пётр I подарил дворец, в котором более не нуждался, и прилегающие земли своей дочери Елизавете. Елизавета позднее начала использовать здание в качестве путевого дворца, останавливаясь здесь для короткого отдыха во время поездок по Петергофской дороге. После кончины Петра I ни один правитель здесь больше не ночевал.

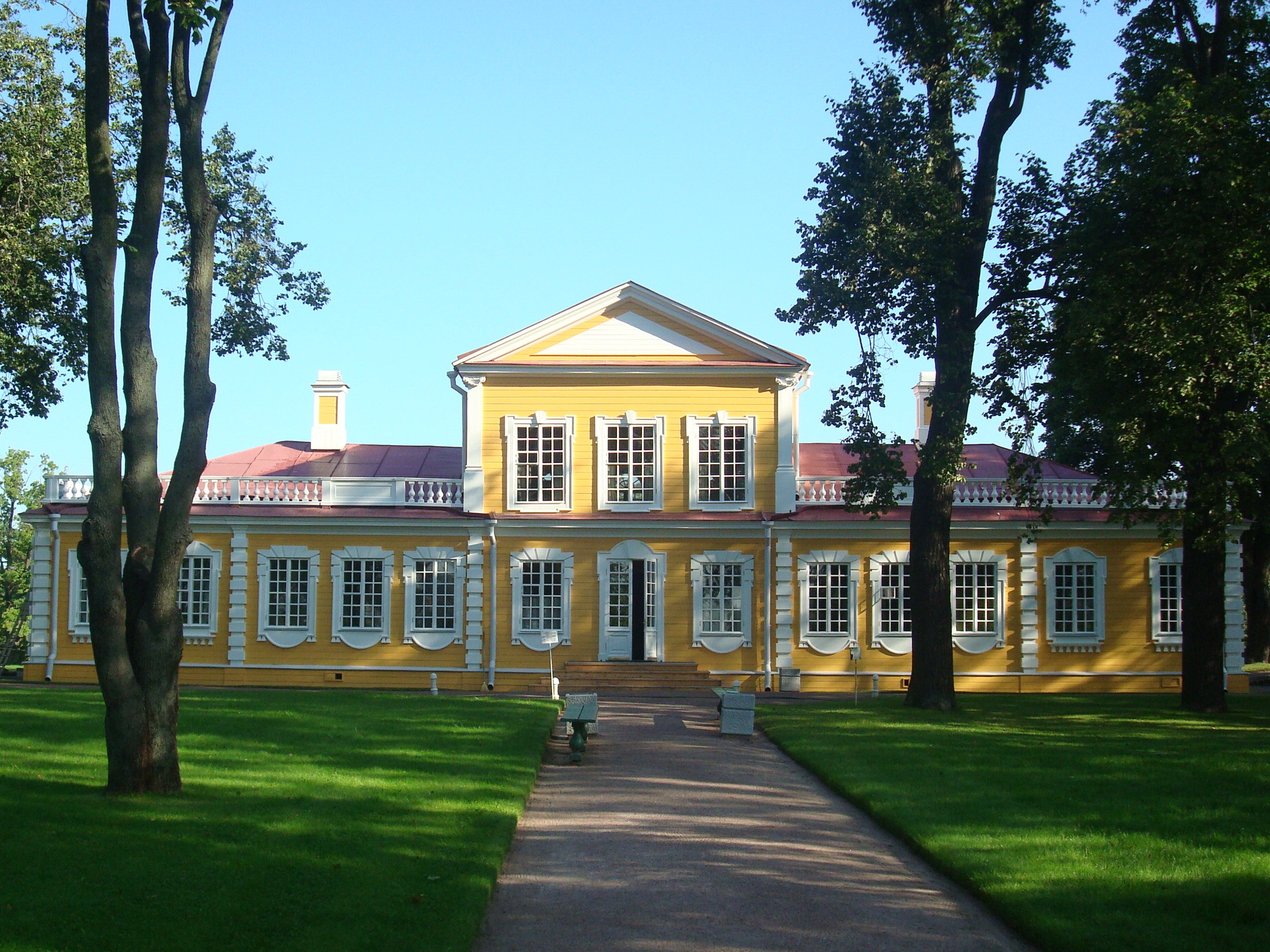
Северный фасад дворца, выходящий на Петергофскую дорогу.

Дворец неоднократно реставрировался и перестраивался (деревянные элементы конструкции заменяли новыми, целиком разбирая и собирая дворец) — убирали и возвращали балкон, сносили и достраивали комнаты. Такие переделки были в 1750, 1799 и в 1837—1840 годах. Однако это имение всегда находилась в частном владении династии Романовых, не переходя в другие руки.
В 1749—1750 годах обер-архитектор Елизаветы Петровны Бартоломео Франческо Растрелли перестроил обветшалый дворец, подвёл под него каменный фундамент и разбил перед домом два цветника со скульптурами.
В XVIII веке во дворце недолго просуществовал госпиталь.
В 1797 году император Павел I подарил Малый дворец Петра вместе с Большим каменным своему сыну, великому князю Константину Павловичу.
В 1837 году архитектор Христиан Мейер восстановил облик дворца столетней давности уже учитывая его музейную ценность, как память о первом российском императоре и его начинаниях. В XIX веке в огороде при Путевом дворце экспериментировали в выращивании редких видов растений, новых сортов картофеля и прочих ботанических редкостей.
После Октябрьской революции дворец был национализирован и отдан под роддом. Во время Великой Отечественной войны он был занят противником и пострадал от боёв (в октябре 1941 года во время танкового боя с немецкой зенитной батареей, стоявшей на холме рядом с дворцом, которая расстреляла сверху танковую колонну из танков КВ , которые прорывались в Стрельну из Урицка (Лигово), чтобы поддержать высаженный рядом Стрельнинский десант).
С момента освобождения территории от фашистских захватчиков в 1944 году и до начала 50-х годов XX века дворец пустовал. После окончания восстановительных работ 1951—1952 годов (архитектор Н. М. Уствольская) в здании разместились детские ясли.

## Музей

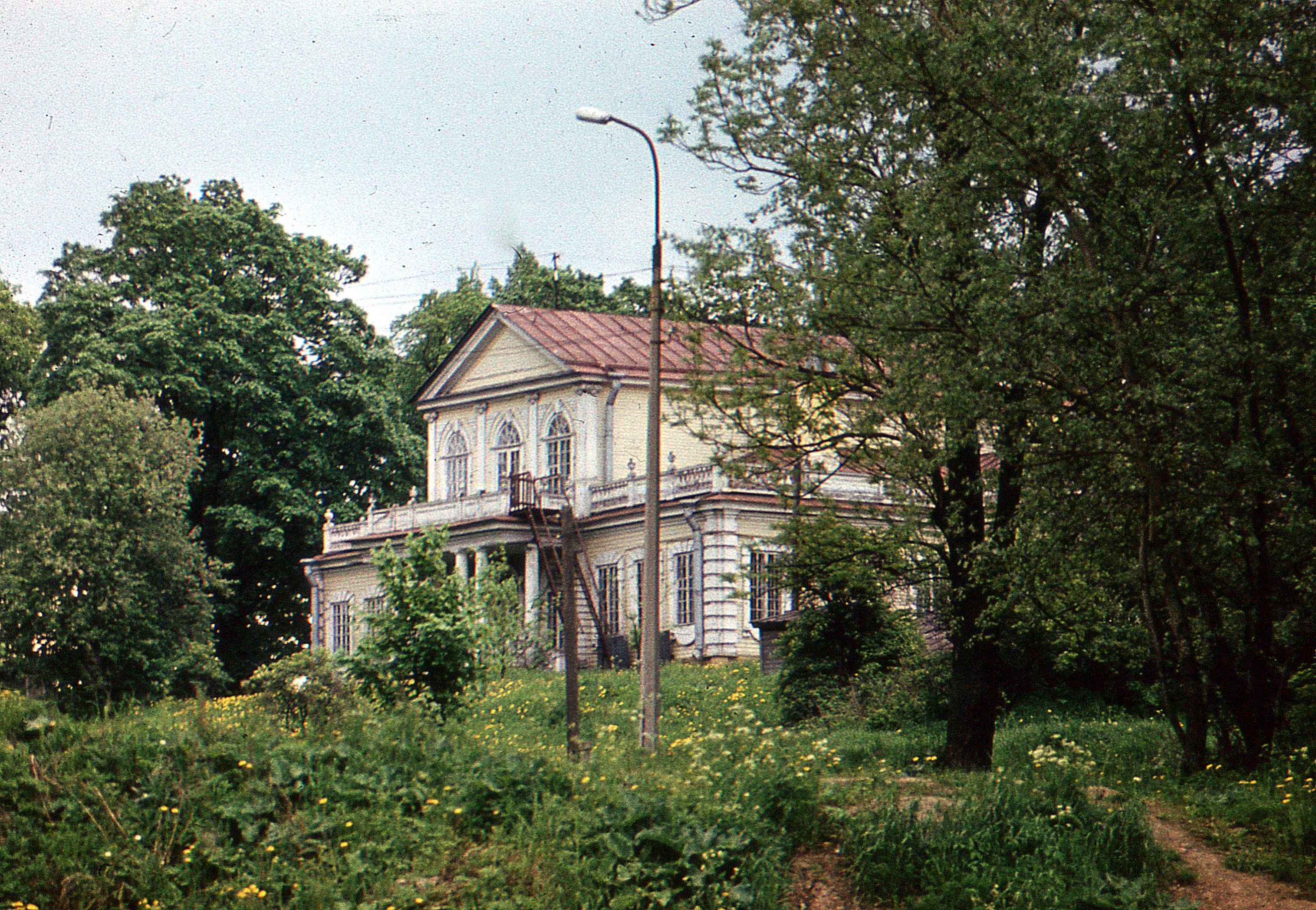
Фото 1980 года

В 1981 году было принято решение передать деревянный дворец Петра I государственному музею-заповеднику «Петергоф», однако целиком эта передача была осуществлена только в 1987 году. В 1987—1999 годах дворец находился на реставрации. Также были воссозданы парк и два фонтана, спроектированные архитектором Бартоломео Растрелли — фрагменты бассейнов были обнаружены в 1920-х годах, проект восстановления по старым планам и натурным исследованиям был разработан И. Г. Шульман.
После окончания реставрации музей в здании дворца стал доступен для посетителей. Среди его экспонатов — прижизненный портрет Петра I, портрет Ивана Балакирева, оттиск руки императора, лоскутное одеяло, сшитое собственноручно императрицей Екатериной I.
Путевой дворец сейчас — ещё и главный информационный центр по истории Стрельны. В нём находятся постоянные экспозиции: «История дворца Стрельны и его владельцев», «Историческая интерьерная экспозиция XVIII века», организуются выставки.

## Исторические даты

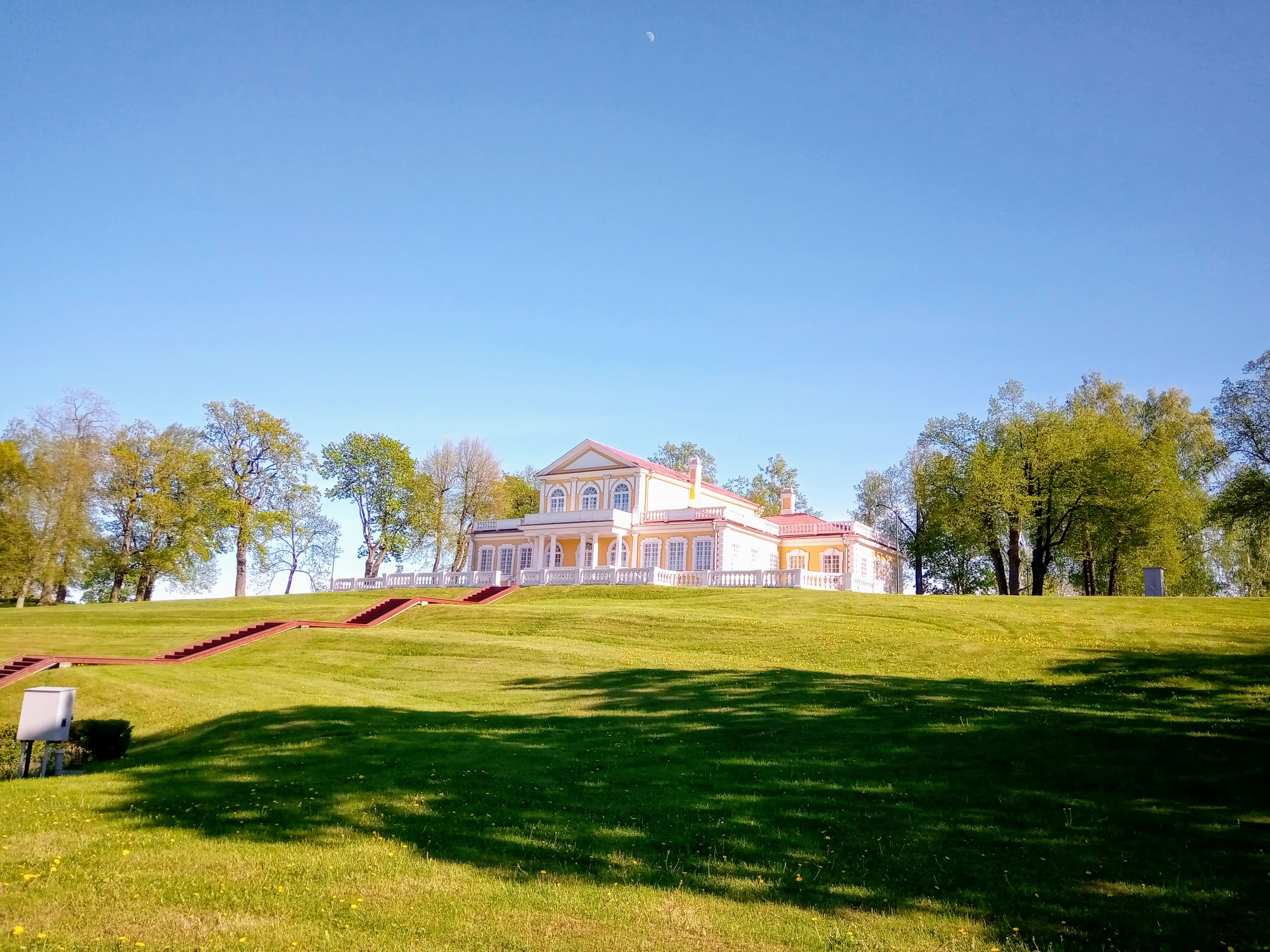
Общий вид дворца, май 2020 года

- 1716 (в другой версии 1710—1711) — постройка Малого дворца Петра I.
- 1719—1720 — перестройка дворца по указу Петра I.
- 1749—1750 — дворец разобран и затем восстановлен под руководством Франческо Бартоломео Растрелли. Под здание подведён каменный фундамент.
- 1797 — очередная реконструкция (возможно под руководством Андрея Воронихина).
- 1834—1840 — дворец отремонтирован архитектором Христианом Мейером.
- 1917 — имение национализировано.
- 1941—1944 — оккупация территории.
- 1951—1952 — послевоенное восстановление дворца (архитектор Н. М. Уствольская).
- 1987 — здание и окружающая его территория переданы музею-заповеднику «Петергоф». Началась реставрация под руководством архитектора М. А. Дементьевой.
- 1999 — после окончания реставрации во дворце открылся музей.